# Pauline von Württemberg (1810–1856)

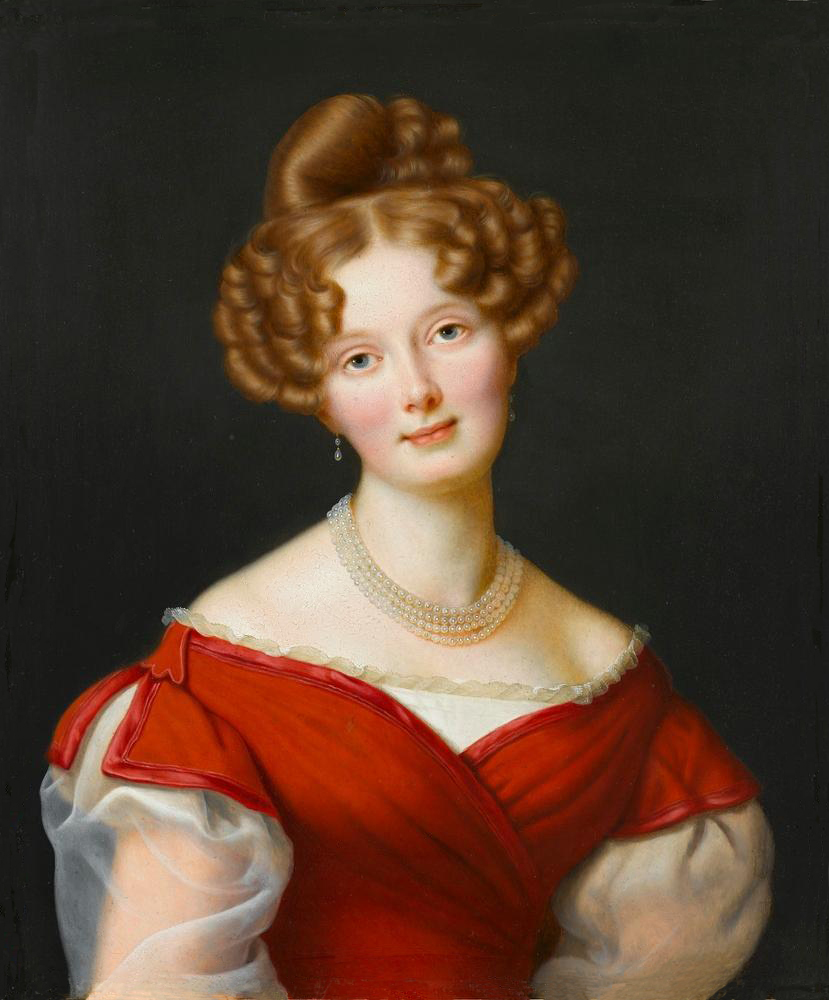
Prinzessin Pauline von Württemberg, Herzogin von Nassau

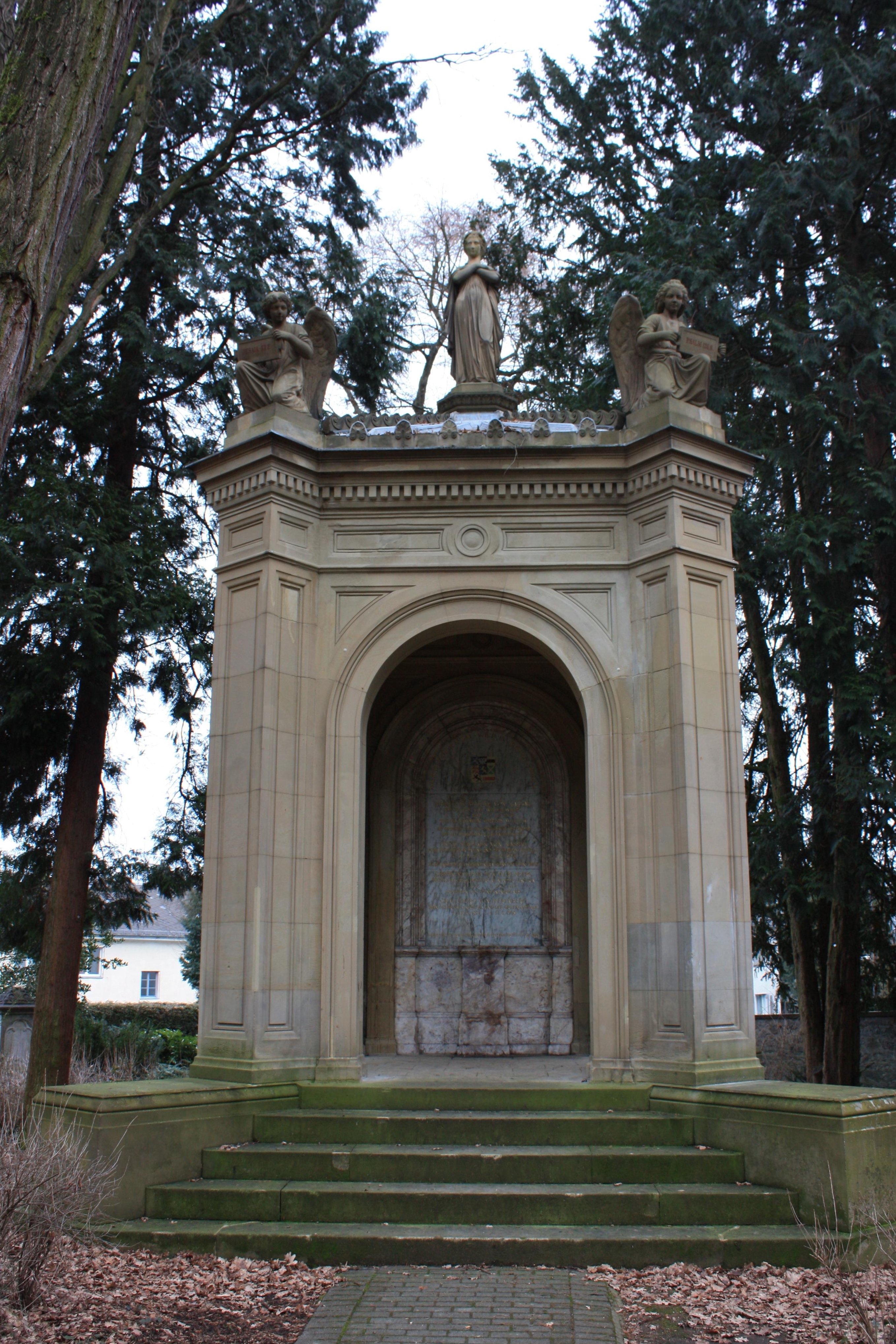
Das Mausoleum für Pauline von Württemberg am Alten Friedhof Wiesbaden

Pauline Friederike Marie von Württemberg (* 25. Februar 1810 in Stuttgart; † 7. Juli 1856 in Wiesbaden) war eine Prinzessin von Württemberg und durch Heirat Herzogin von Nassau.

## Leben
Pauline war eine Tochter des Prinzen Paul von Württemberg und dessen Gemahlin Prinzessin Charlotte von Sachsen-Hildburghausen. Von Jugend an war Pauline schwerhörig.
Sie heiratete am 23. April 1829 in Stuttgart Herzog Wilhelm I. von Nassau. Er war 18 Jahre älter als Pauline und in erster Ehe mit deren Tante Luise von Sachsen-Hildburghausen verheiratet gewesen, mit der er acht Kinder hatte. Die Ehe war unglücklich, Wilhelm terrorisierte seine Familie und machte sich über die Schwerhörigkeit lustig. Ihre Lebensgeschichte veröffentlichte sie später unter dem Titel „Meine Leidensgeschichte“.
Die Herzogin galt in der Bevölkerung als beliebt und mildtätig. Sie gründete 1857 eine Mädchenherberge, die sogenannte „Nassauische Diakonissen-Mutterhaus Paulinenstiftung“, aus der 1896 zwei Krankenhäuser hervorgingen, die später in Paulinenstift Wiesbaden (heute Asklepios Paulinen Klinik Wiesbaden) und Paulinenstift Nastätten umbenannt wurden. Intern allerdings galt sie als schwieriger Charakter; ein Zeitzeuge beschrieb sie: „Ihre Durchlaucht ist und bleibt durchaus indifferent gegen jede Rücksicht, die ihrer eigenen Ansicht und Einsicht nicht zusagt.“
Für Pauline wurde von 1841 bis 1843 das Paulinenschlösschen in Wiesbaden als Witwensitz erbaut, das 1945 zerstört wurde. Ein gleichnamiges Schloss gab sie 1847 in Bad Soden am Taunus in Auftrag und verkaufte es 1855 an den Badearzt Georg Thilenius.

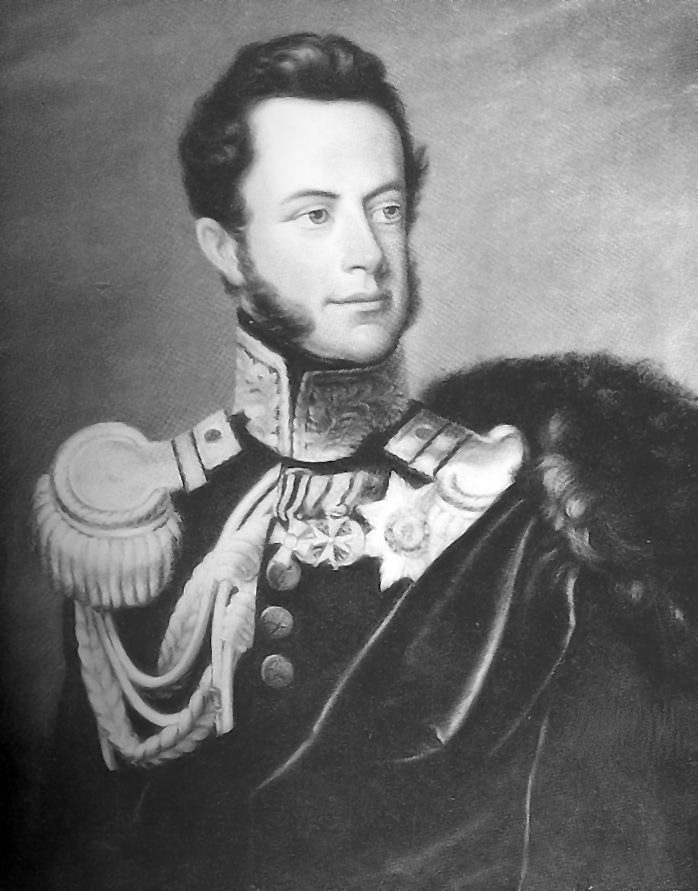
Ihr Ehemann Herzog Wilhelm von Nassau (1792–1839)
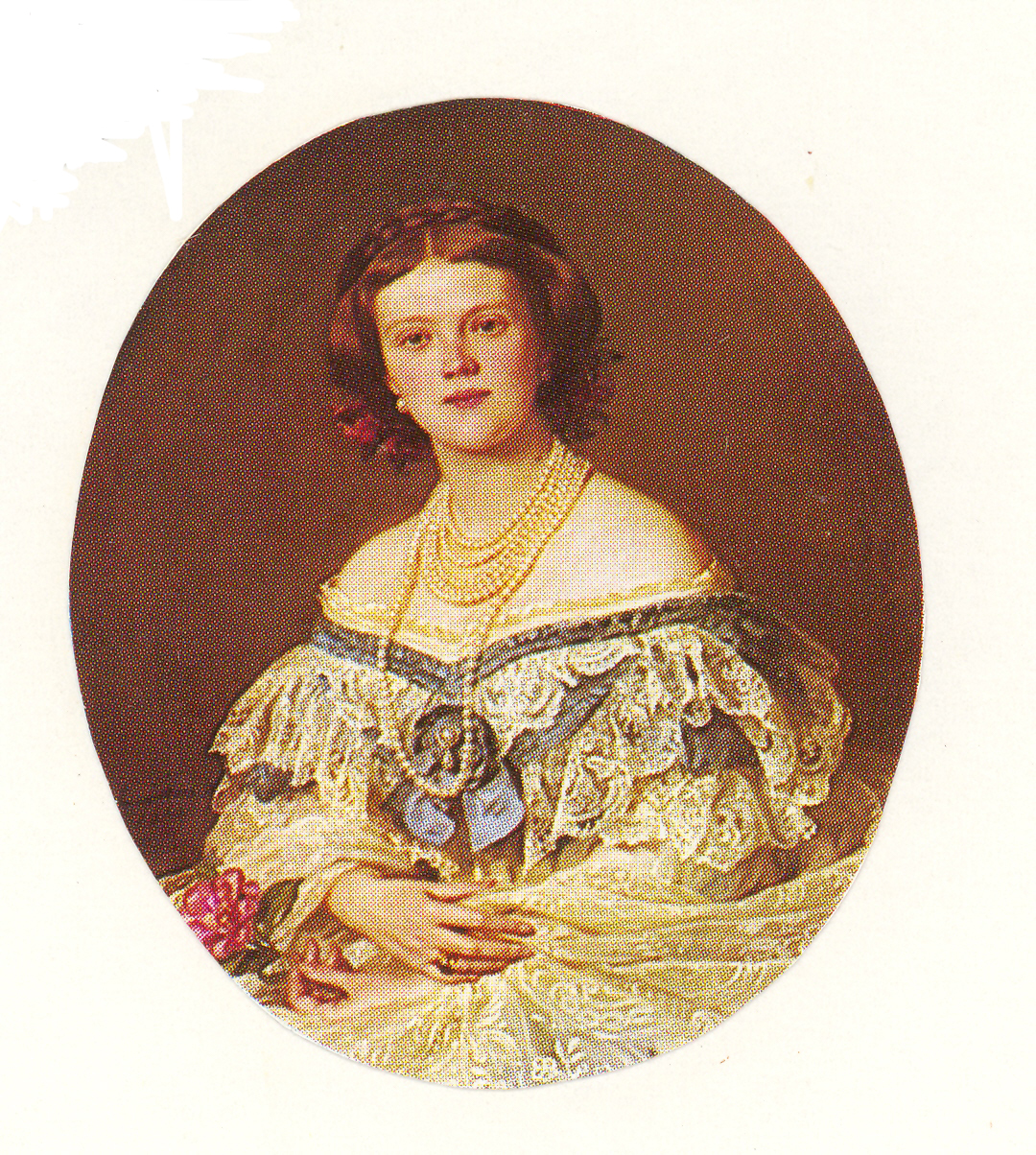
Ihre Tochter Fürstin Helene von Waldeck-Pyrmont
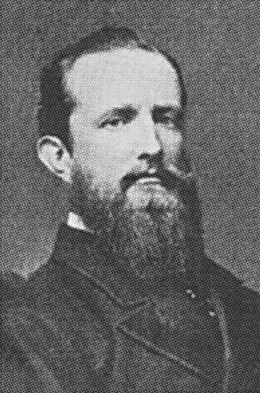
Ihr Sohn Prinz Nikolaus von Nassau
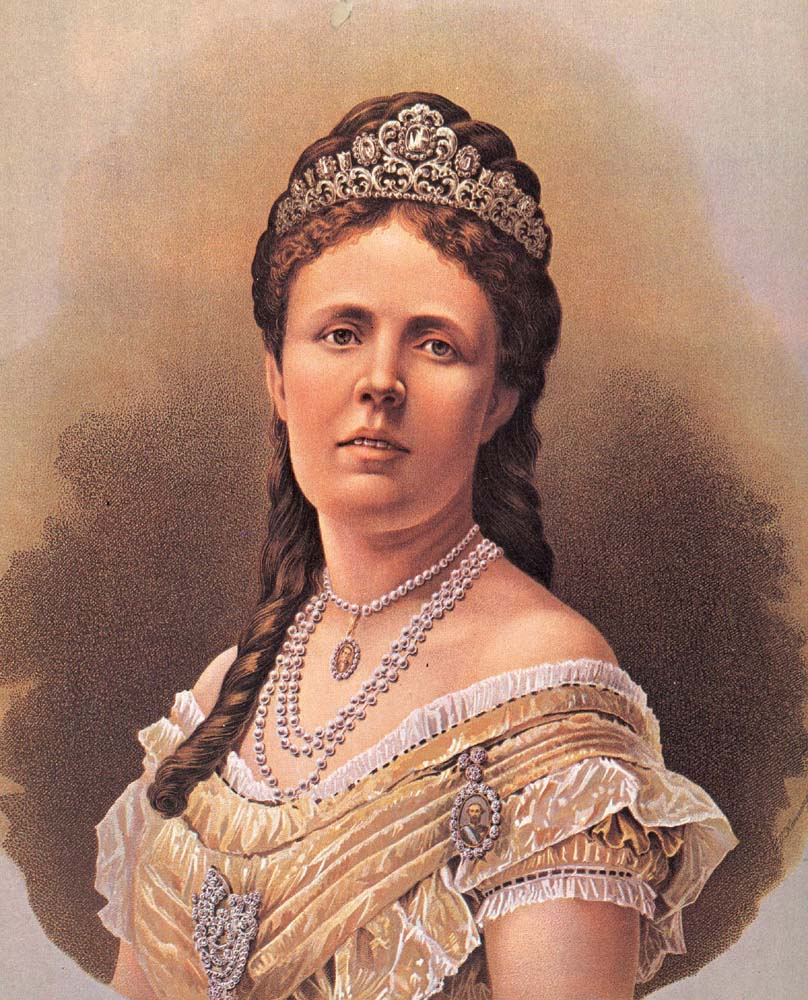
Ihre Tochter Königin Sophia von Schweden
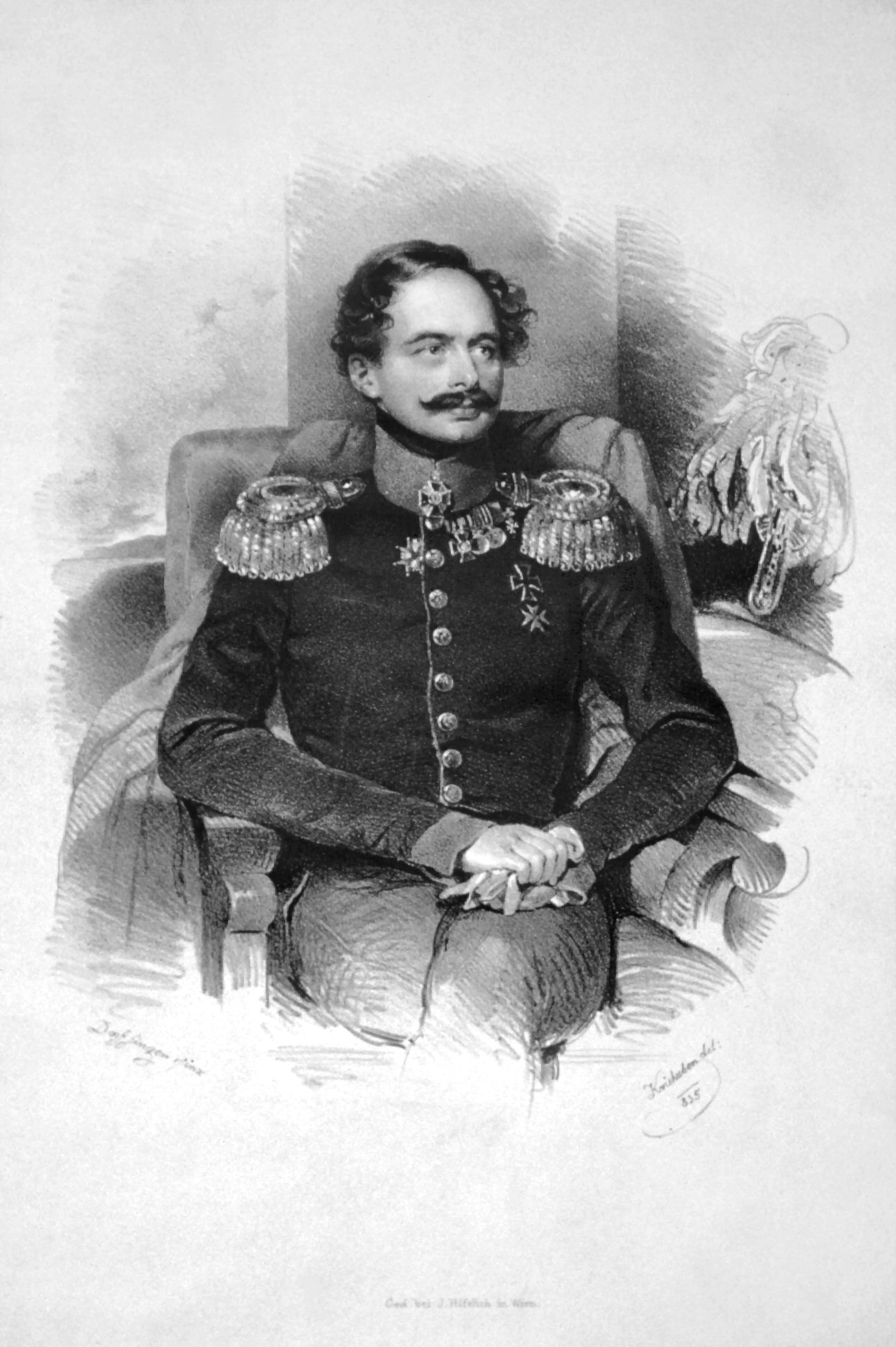
Ihr Stiefsohn Adolph, 1839–1866 Herzog von Nassau
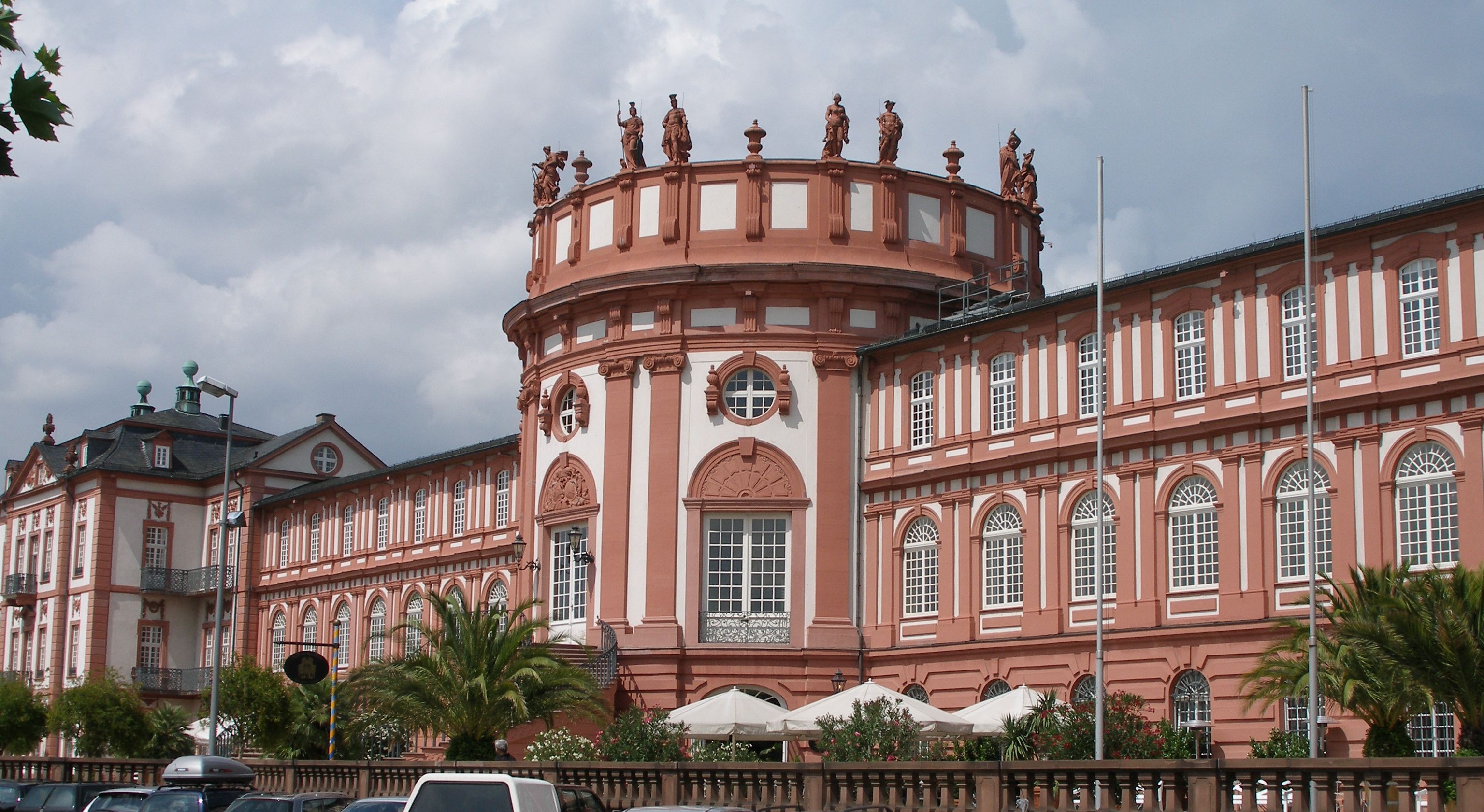
1829–1839 Residenz als Herzogin von Nassau in Biebrich
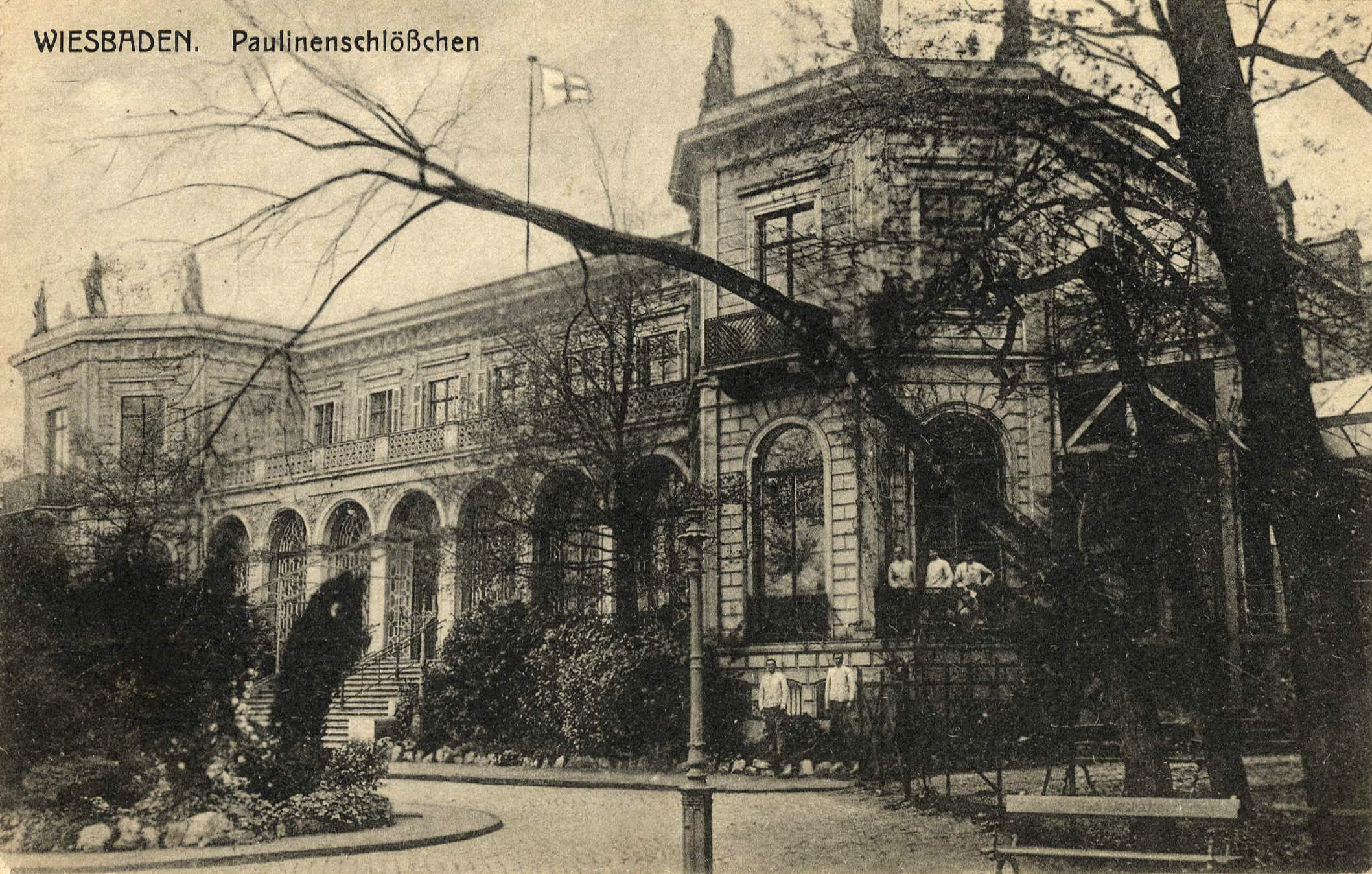
1843–1856 Ihr Witwensitz in Wiesbaden
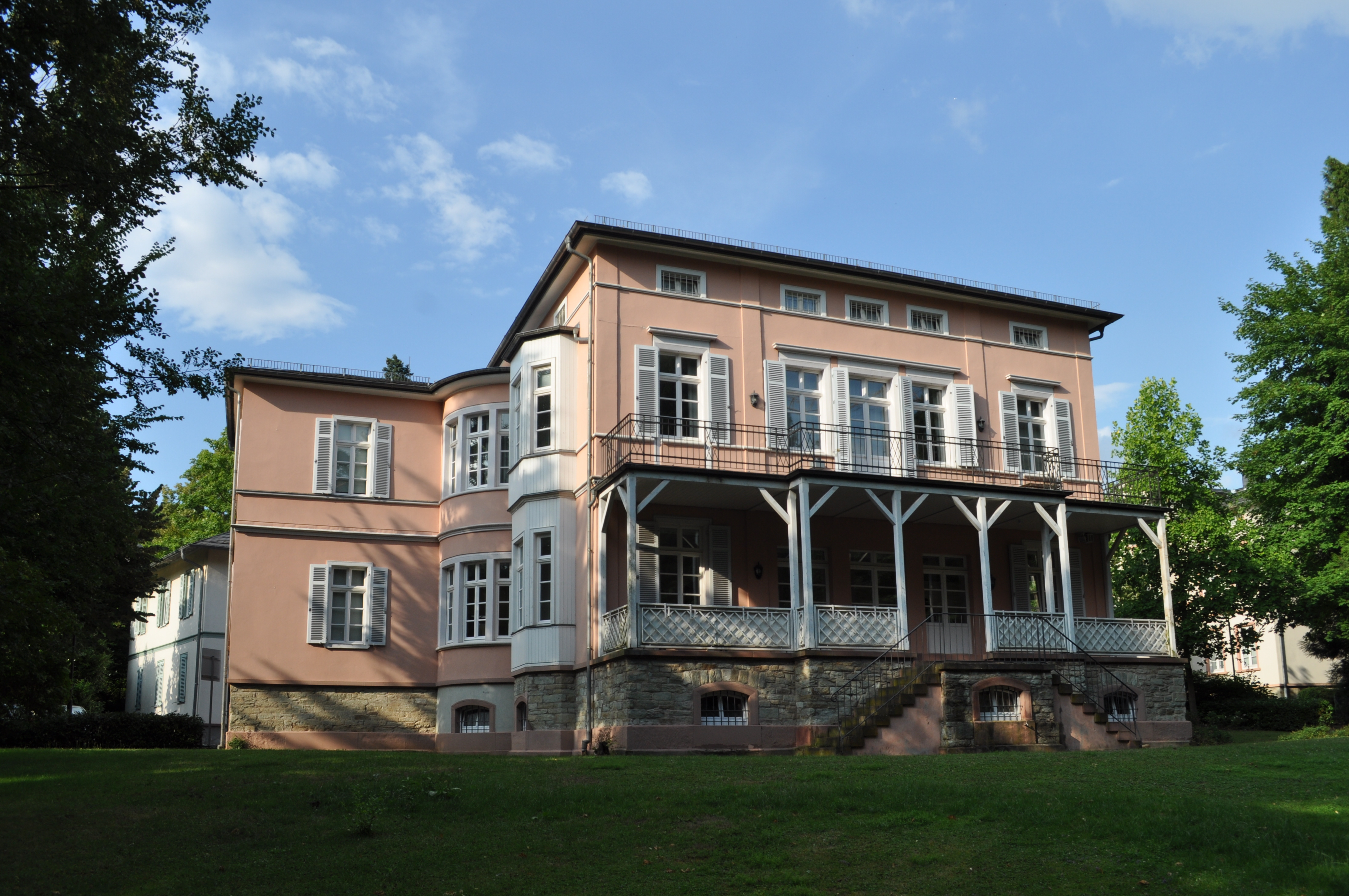
1848–1855 Ihre Sommerresidenz in Bad Soden am Taunus

## Nachkommen
- Tochter (*/† 1830)
- Helene (1831–1888) ⚭ 1853 Fürst Georg Viktor von Waldeck-Pyrmont (1831–1893)
- Nikolaus Wilhelm (1832–1905), nassauischer Generalmajor ⚭ 1868 Natalya Alexandrowna Puschkin „Gräfin von Merenberg“ (1836–1913), Nachkommen sind die Grafen und Gräfinnen von Merenberg
- Sophia (1836–1913) ⚭ 1857 den späteren König Oskar II. von Schweden (1829–1907)